# کوآتی کوهی شرقی
کوآتی کوهی شرقی (نام علمی:  Nasuella meridensis) نام یک گونه از سرده بینی‌خرسک‌ها است.